# Scheunenviertel, Berlin

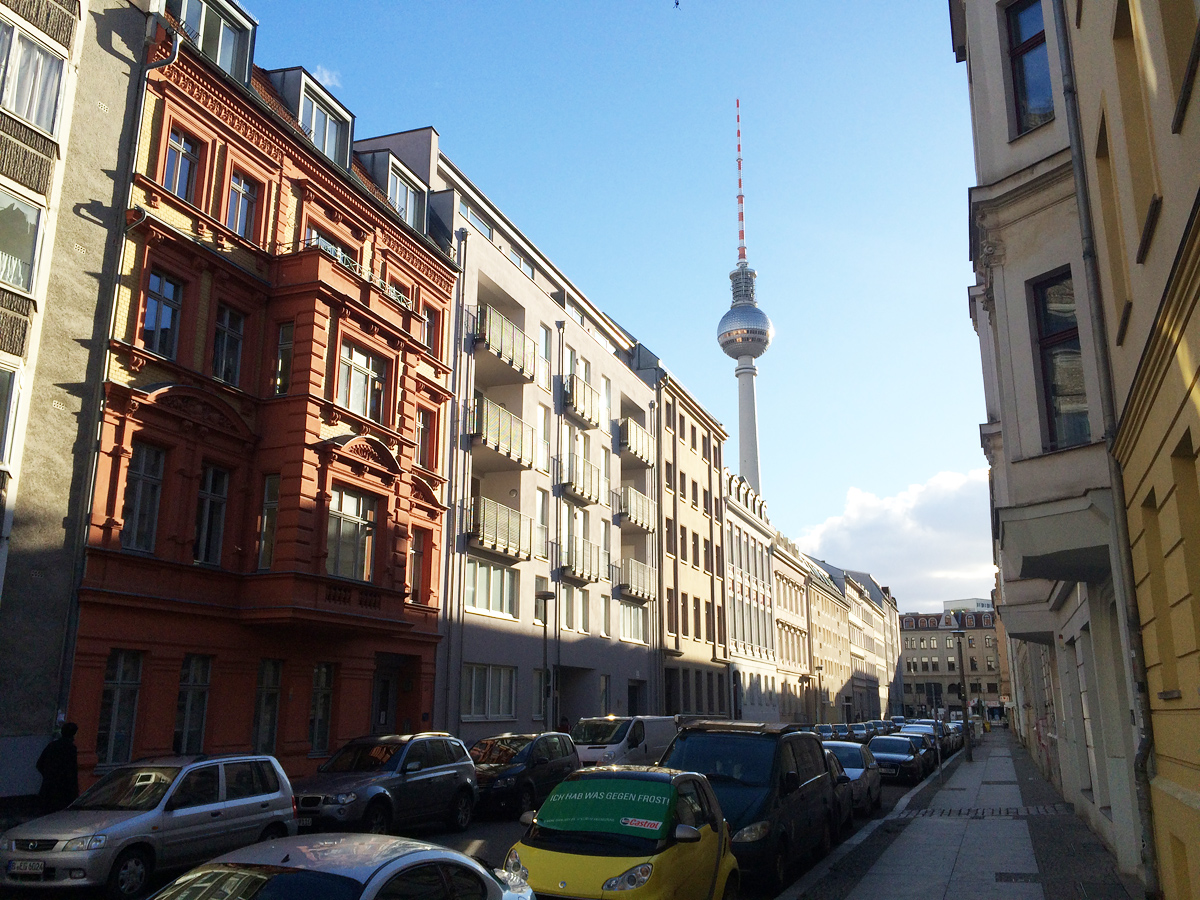
Vy från Almstadtstrasse mot Fernsehturm.

Scheunenviertel i Berlin är ett område i norra delen av stadsdelen Mitte i Berlins historiska centrum, beläget norr om stadsbanans järnvägsviadukt mellan Hackescher Markt och Rosa-Luxemburg-Platz. Området utgör den östra delen av den gamla förstaden Spandauer Vorstadt och avgränsas ungefär av Rosenthaler Strasse i väster och Linienstrasse i norr, samt kvarteren omkring Rosa-Luxemburg-Platz i öster. Kvartersnamnet betyder ordagrant "ladukvarteret" och betecknar ett område som ursprungligen låg direkt norr om Berlins fästningsmurar.

## Historia

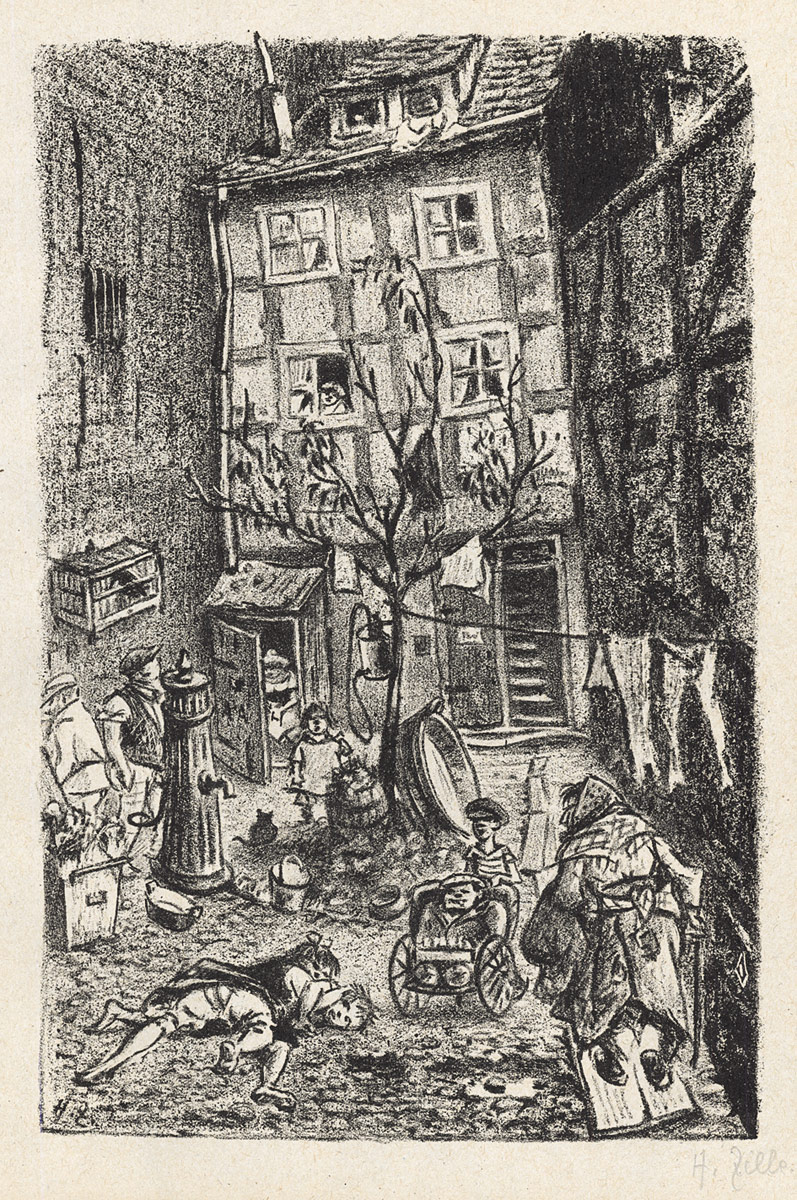
Bakgård i Scheunenviertel, litografi av Heinrich Zille från 1919.

Kurfursten Fredrik Vilhelm I av Brandenburg förbjöd 1670 Berlins borgare från att uppföra ladugårdar innanför stadsmurarna, på grund av brandfaran. Istället anvisades ett område utanför stadsmurarna norr om nuvarande Alexanderplatz, där vid denna tid Berlins boskapsmarknader hölls så att stora mängder hö gick åt. I området bodde även de lantarbetare som arbetade med boskapshållningen. Kung Fredrik Vilhelm I av Preussen beslutade 1737 att judiska invånare som inte själva ägde ett hus var tvungna att bosätta sig i Scheunenviertel. Dessutom fick judiska resande endast resa innanför stadsgränsen via de norra stadsportarna, vilket ledde till att kvarteret snart kom att förknippas med Berlins judiska minoritet.
Scheunenviertel var under industrialiseringen under andra halvan av 1800-talet ofta den första anhalten för judiska östeuropeiska immigranter till Berlin, och kvarteret blev känt för sociala problem och trångboddhet. Kvarteret hade dåligt rykte omkring sekelskiftet 1900 och fattigdom, prostitution och organiserad kriminalitet var utbredda. Under början av 1900-talet inleddes därför ett nybyggnadsprogram och många nya hyreshus uppfördes på platsen för de gamla ladugårdskvarteren väster om nuvarande Rosa-Luxemburg-Platz. 
Den 5 november 1923 inträffade en pogrom i området, då en folkmassa uppviglats till att beskylla judiska boende och affärsinnehavare i området för uteblivna utbetalningar av arbetslöshetsersättningar.
De västra delarna av Spandauer Vorstadt omkring Berlins nya synagoga på Oranienburger Strasse präglades till skillnad från det fattigare Scheunenviertel till övervägande del av Berlins framväxande judiska medelklass. Under Nazityskland kom dock begreppet Scheunenviertel med tillhörande negativa associationer att användas om hela Spandauer Vorstadt som ett led i hetspropagandan mot Berlins judiska befolkning. Sedan 1990-talet har områdets namn i hög grad förlorat sin negativa klang och istället kommit att förknippas med gentrifieringen av stadsdelen Mitte, med ett livligt uteliv och omfattande nyetablering av barer, restauranger och modebutiker.